# Karlos Saura
Karlos Saura Atares (4. januar 1932 — 10. februar 2023) bio je španski filmski režiser, fotograf i pisac. Zajedno sa Luisom Bunjuelom i Pedrom Almodovarom, on se ubraja među tri španska najpoznatija filmska stvaraoca. On ima dugu i plodnu karijeru koja traje više od pola veka. Nekoliko njegovih filmova osvojilo je mnoge međunarodne nagrade.
Saura je karijeru započeo 1955. praveći kratkometražne dokumentarne filmove. Brzo je stekao međunarodno priznanje kada je prvi dugometražni film premijerno prikazan na Filmskom festivalu u Kanu 1960. Iako je počeo da snima kao neorealista, Saura je brzo prešao na filmove kodirane metaforama i simbolizmom kako bi zaobišao španske cenzore. Godine 1966, uvršten je u međunarodni centar pažnje kada je njegov film  La Caza osvojio Srebrnog medveda na Berlinskom međunarodnom filmskom festivalu. U narednim godinama stekao je međunarodnu reputaciju zbog svog filmskog tretmana emocionalnih i duhovnih reakcija na represivne političke uslove.

## Karijera
Tokom 1957-1958, Saura je kreirao svoj prvi film, Cuenca. Godine 1962, njegov film Los Golfos je stekao priznanje zbog snažnog sociološkog uticaja, usredsređenog na pomoganje španskoj omladini bavljenjem problemom maloletničke delinkvencije u najsiromašnijim okruzima Madrida. Četiri godine kasnije (1966), nagrađen je na 16. Međunarodnom filmskom festivalu u Berlinu, gde je za svoj film La caza dobio Srebrnog medveda za najboljeg režisera. Godine 1967, njegov film Peppermint Frappé takođe je dobio Srebrnog medveda za najboljeg režisera na 18. Međunarodnom filmskom festivalu u Berlinu. Zlatnog medveda osvojio je 1981. na 31. Međunarodnom filmskom festivalu u Berlinu za svoj film Deprisa, Deprisa.
Filmovi La prima Angélica (Rođaka Anđelika) iz 1973. i Cría cuervos (Uzgajanje gavrana [od španske fraze: Cria cuervos y te sacaran los ojos (Uzgaji gavrane i oni će ti izabiti oči)] iz 1975. dobili su specijalnu nagradu žirija na Kanskom filmskom festivalu. Njegov film Mama cumple 100 años (Mama slavi 100 godina) nominovan je za Nagradu akademije za najbolji film na stranom jeziku na dodeli nagrada 1980.
Saura je kasnije postao poznat po filmovima u kojima se pojavljuju flamenko i drugi tradicionalni plesovi. Njegova Flamenko trilogija iz 1980-ih uključuje Bodas de Sangre (Krvno venčanje), Carmen i El amor brujo sa radom španske flamenko plesačice Kristine Hojos. Kasnije je snimio filmove Flamenco (1995), Tango (1998), i Fados (2007).
Njegov film La noche oscura iz 1989. uvršten je na 39. Berlinski međunarodni filmski festival.
Saura svoj film o nadrealističkom majstoru Luisu Bunjuelu smatra svojim najboljim filmskim delom. U intervjuu za onlajn filmski časopis, on kaže o Buñuel y la mesa del rey Salomón (Bunjuel i trpeza kralja Solomona, 2001): „To je najveći film koji sam ikada napravio. Meni se sviđa taj film, ali izgleda da se nikome drugom ne dopada. Siguran sam da bi Bunjuel voleo ovaj film. Ali možda bi se samo njemu dopalo. Sve što vidite u filmu je zapravo zasnovano na razgovorima koje sam vodio s njim.”
Godine 1990. dobio je nagradu Goja za najbolju režiju i najbolji scenario za ¡Ay, Carmela!. On je izabran za reditelja zvaničnog filma Olimpijskih igara u Barseloni 1992. godine Maraton (1993).
Karlos Saura je 2008. godine dobio nagradu za globalno životno delo na 10. Međunarodnom filmskom festivalu u Mumbaju, u organizaciji Akademije pokretnih slika u Mumbaju.
Godine 2013. dobio je nagradu za životno delo na 18. Međunarodnom filmskom festivalu u Kerali.

## Lični život
Karlos Saura se ženio tri puta. Prvo se oženio Adelom Medrano. Imali su dva sina, Karlosa i Antonija. Godine 1982, oženio se sa Mercedes Perez, sa kojom je imao tri sina, Manuela, Adrijana i Dijega. Između ta dva braka, Saura je dobio sina Šejna sa glumicom Džeraldin Čaplin. Bio je otac ćerke po imenu Ana iz svog trećeg braka sa glumicom Eulalija Ramon, sa kojom je započeo vezu nakon snimanja filma Outrage. Venčali su se 2006. godine. Njegova ćerka Ana je bila njegov agent (kao i desna ruka i producent njegovih filmova) u njegovim poznim godinama.

## Filmografija
- 1955 :  (kratki film)
- 1956 :  (kratki film)
- 1957 :  (kratki film)
- 1958 :
- 1959 :
- 1963 :
- 1965 :
- 1967 :
- 1968 :
- 1969 :
- 1970 :
- 1972 :
- 1973 :
- 1975 :
- 1977 :
- 1978 :
- 1979 :
- 1981 :
- 1981 :
- 1982 :
- 1982 :
- 1983 :
- 1984 :
- 1986 :
- 1988 :
- 1989 :
- 1990 :
- 1992 :
- 1992 :
- 1992 :
- 1993 :
- 1995 :
- 1997 :
- 1997 :
- 1998 :
- 1999 :
- 2001 :
- 2002 :
- 2004 : [16][17][18]
- 2005 :
- 2007 : [19]
- 2008 :  (kratki film)
- 2009 :
- 2010 :
- 2015 :
- 2016 : [20][21]
- 2018 :
- 2019 :

## Spoljašnje veze
- Karlos Saura na sajtu  (jezik: engleski)
- Linda M. Willem (2003). Carlos Saura: Interviews (Conversations with Filmmakers). University Press of Mississippi. ISBN 1-57806-494-5.